# Cordia troyana
Cordia troyana är en strävbladig växtart som beskrevs av Ignatz Urban. Cordia troyana ingår i släktet Cordia, och familjen strävbladiga växter. Inga underarter finns listade i Catalogue of Life.